# Айрибаба
Айрибаба или Връх на Велик Сапармурад Туркменбаша (на туркменски: Aýrybaba, Beýik Saparmyrat Türkmenbaşy belentligi; на узбекски: Ayribobo tog) в връх разположен в Кугитангтау, на границата между Туркменистан и Узбекистан. Има височина 3139 m над морското равнище. Той е най-високият връх на Туркменистан.